# Donald Meichenbaum

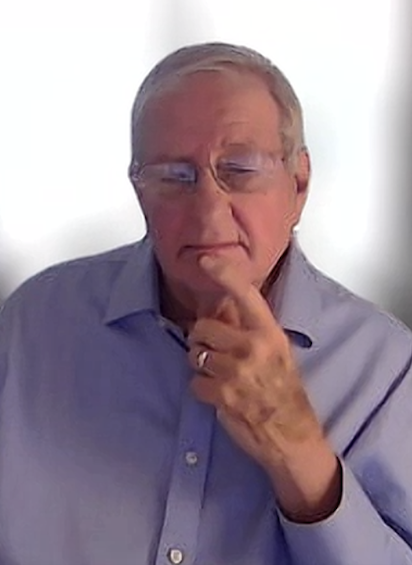
Donald Meichenbaum (2025)

Donald Meichenbaum (* 10. Juni 1940 in New York City, NY) ist ein US-amerikanischer Psychotherapeut. Er gilt als einer der Gründer der kognitiven Verhaltenstherapie. 
Will man in therapeutischer Absicht Verhalten von Klienten verändern, dann muss man nach Meichenbaum psychische Vermittlungsprozesse verändern, vor allem ‚inneres Sprechen‘, das unangemessene Verhaltensweisen oft begleitet. Weitgehend irrationale Selbstgespräche (z. B. ‚das schaffe ich nie‘) soll der Klient bewusst registrieren und verändern lernen, um mit Hilfe eines kontrollierten ‚inneren Dialogs‘ besser mit Lebensproblemen wie Stress, Ängsten u. a. fertigzuwerden. Angemessene „Bewältigungssätze“ wie zum Beispiel: „Du kannst die Aufgabe schaffen.“ führen zu einer angemessenen Situationsbewältigung und angemessenen Emotionen (siehe auch: Stressimpfungstraining). Wie Aaron T. Beck, ein weiterer Vertreter der kognitiven Verhaltenstherapie, war Meichenbaum als Wissenschaftler primär der universitären Forschung verpflichtet.

## Biographie
Meichenbaum besuchte von 1954 bis 1958 die Taft High School in New York City und anschließend zwischen 1958 und 1962 das City College of New York. 1962 bis 1966 studierte er an der University of Illinois in Urbana. 1966 bis 1969 war er Assistant Professor of Psychology, University of Waterloo in Ontario, 1970 bis 1973 Associate Professor of Psychology und von 1974 bis 1998 war Meichenbaum Professor of Psychology in Waterloo. 1996 wurde er Direktor des Melissa Institute for Violence Prevention and Treatment in Miami, Florida.
Er wurde von nordamerikanischen Therapeuten 1999 in einer Umfrage des American Psychologist zu einem der zehn einflussreichsten Psychotherapeuten des Jahrhunderts gewählt. Er gilt als einer der meistzitierten psychologischen Forscher an kanadischen Universitäten. Meichenbaum ist emeritierter Professor an der University of Waterloo, aber weiterhin als klinischer Psychologe tätig.

## Werke (Auswahl)
- 2003: Intervention bei Stress. Anwendung und Wirkung des Stressimpfungstrainings. Übersetzt und für die 2. Auflage mit einem zusätzlichen Kapitel versehen von Lothar Schattenburg. Bern: Huber.
- 1995: A  Clinical Handbook/Practical Therapist Manual for Assessing and Treating Adults with Post Traumatic Stress Disorder.
- 1994: Meichenbaum, D. & Turk, D. C.: Therapiemotivation des Patienten. Ihre Förderung in Medizin und Psychotherapie: ein Handbuch. Übersetzt von Lothar Schattenburg. Bern: Huber.
- 1985: Stress Inoculation Training.
- 1983: Pain and Behavioral Medicine, and Facilitating Treatment Adherence.
- 1977: Cognitive Behavior Modification: An Integrative Approach.